# Patricia Gucci
Pour les articles homonymes, voir Gucci (homonymie).
 (août 2021).
Le contenu est difficilement compréhensible vu les erreurs de traduction, qui sont peut-être dues à l'utilisation d'un logiciel de traduction automatique.
Patricia Gucci (née le 1er mars 1963) est une femme d'affaires italienne et membre de la famille Gucci. Elle est la seule fille d'Aldo Gucci et la petite-fille de Guccio Gucci, qui fonda l'entreprise en 1921.

## Biographie
Elle est la fille d'Aldo Gucci, le patriarche de l'empire de la mode Gucci, et de Bruna Palombo ; les deux se sont rencontrés lorsque Bruna travaillait au magasin vedette de Gucci à Rome; Il était toujours marié à la mère de ses trois fils et l'adultère était illégal en Italie, ils vivaient donc en Angleterre. Ils se sont mariés quand Patricia avait vingt-quatre ans. Patricia a été élue au conseil d'administration de Gucci à l'âge de dix-neuf ans.
En 2016, Patricia a publié un mémoire, In the Name of Gucci, dans lequel elle révélait qu'elle n'avait appris que son père avait une autre famille et épouse qu'à l'âge de dix ans. Son demi-frère aîné Paolo Gucci s'est séparé de l'entreprise familiale et a tenté de créer une entreprise rivale. Au cours des dernières années d'Aldo Gucci, il a été impliqué dans un scandale fiscal et ses fils, avec son neveu Maurizio, lui ont arraché le contrôle de Gucci. Aldo, à son tour, a fait de Patricia son unique héritière. L'entreprise familiale Gucci a été entièrement vendue en 1993 par le cousin de Patricia, Maurizio Gucci.
En 2018, elle a fondé Aviteur, une entreprise de voyages de luxe.

## Vie privée
Elle a trois filles : Alexandra, Victoria et Isabella.
Particia Gucci était mariée à Joseph Ruffalo, un cadre musical qui a travaillé avec Prince et Earth, Wind & Fire,. Patricia Gucci a divorcé de Joseph Ruffalo en 2007, parce qu'il avait abusé sexuellement de sa fille Alexandra Zarini. En 2020, Patricia Gucci a été nommée dans un procès intenté par sa fille Alexandra Zarini, pour les mauvais traitements infligés par son beau-père pendant son enfance.
En 2021, Patricia Gucci a exprimé son exaspération contre Patrizia Reggiani pour avoir souvent utilisé le nom de famille Gucci, affirmant qu'elle n'avait pas le droit de l'utiliser depuis son divorce avec Maurizio Gucci et que cela nuisait à son propre nom. Patrizia Reggianni a défendu son choix en déclarant : « Je me sens toujours comme une Gucci - en fait, la plus Gucci de tous ».